# 九斿增四
九斿增四（波江座53 ，也稱作波江座l）是在波江座的一顆恆星。這個系統的合成視星等為3.87等，甚至在市中心也能用肉眼直接看見。依據依巴谷太空船估計的視差，它與地球的距離大約是110光年，或是33.7秒差距。
九斿增四在西方的傳統名稱是Sceptrum，拉丁文是"scepter"。它在已廢棄星座勃蘭登王笏座中的標示為"p Sceptri "，是該星座中較亮的恆星。這個星座是戈特弗裡德·基爾希為紀念普魯士的勃蘭登堡所創建的，後來被約翰·波德使用在他的星圖上，但這個星座的使用率越來越低。
九斿增四是一對目視聯星，兩顆恆星的軌道是經由它們的軌道運動計算出來的。主星是已經演化成紅巨星，光譜類型為K1III。它的直徑大約是太陽的10倍，並且質量比太陽略多一些。伴星的視星等是6.95等，光譜類型還不知道。 兩顆星的軌道週期是77年，並且有很大的離心率，其值為0.666，總質量為2.49 M☉。